# Kottgeisering
Kottgeisering este o comună din landul Bavaria, Germania.